# Puerta de Arganda (métro de Madrid)
Puerta de Arganda est une station de la ligne 9 du métro de Madrid, en Espagne. Elle constitue une plate-forme de correspondance avec la station de Vicálvaro entre le métro de Madrid et les trains de banlieue du réseau Cercanías Madrid.

## Situation sur le réseau
La station de métro se situe entre San Cipriano et Rivas Urbanizaciones.

## Histoire
La station Puerta de Arganda est ouverte au public le 1er décembre 1998 lors de l'ouverture d'une extension de la ligne 9 au-delà de Pavones. Puerta de Arganda est alors un terminus de la ligne et le reste jusqu'au 7 avril 1999, date à laquelle la ligne se dote d'un nouveau terminus à Arganda del Rey.
La section reliant Puerta de Arganda à Arganda del Rey est exploitée par un autre opérateur, TFM. Ainsi, un voyageur souhaitant effectuer un trajet sur l'ensemble de la ligne doit changer de train à Puerta de Arganda.

## Services aux voyageurs

### Intermodalité
La station est en correspondance avec les lignes d'autobus n°4, 71, 100, T23, E3, E5, SE718 et N7 du réseau EMT.